# Reprezentacja Serbii w piłce siatkowej kobiet

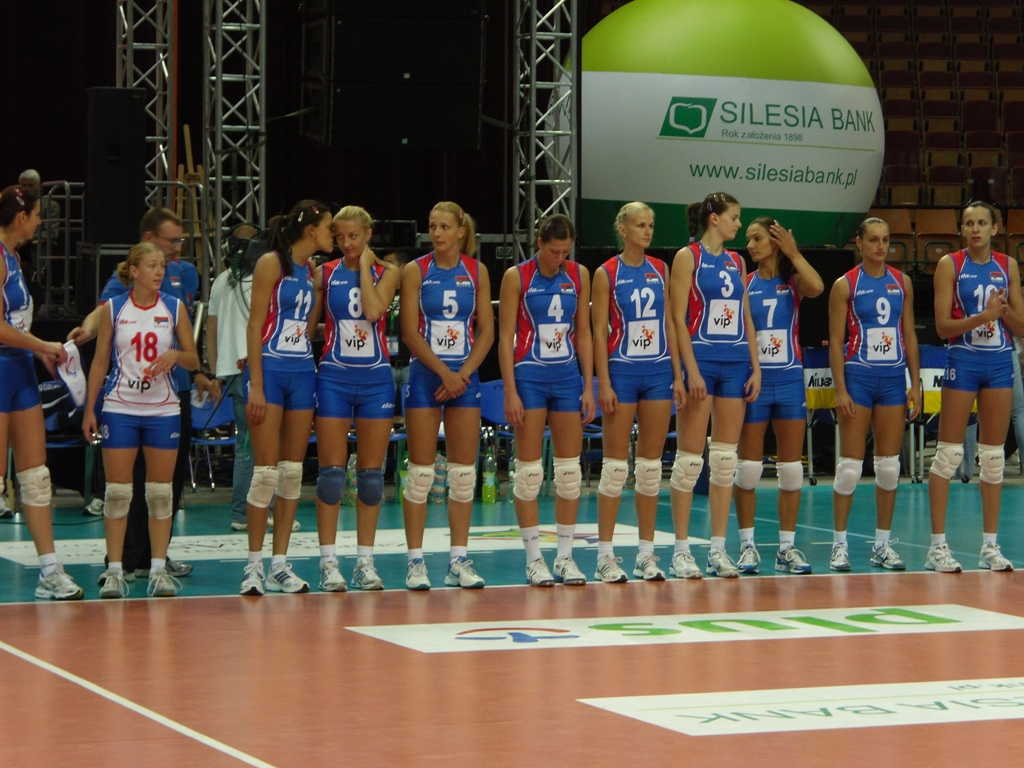
Reprezentacja Serbii uczestnikiem Memoriału Agaty Mróz-Olszewskiej 2010

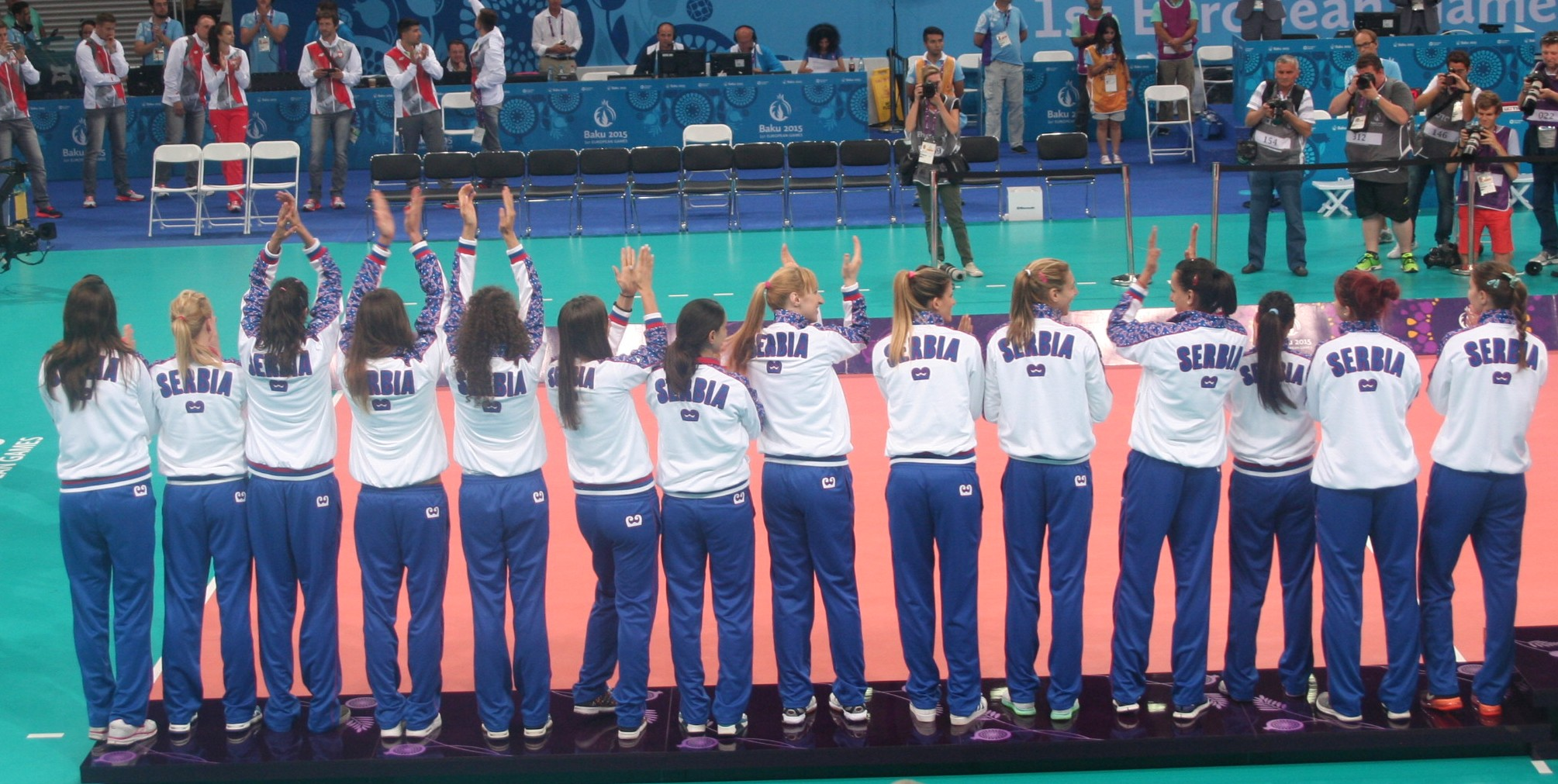
Reprezentantki Serbii brązowymi medalistkami Igrzysk Europejskich 2015

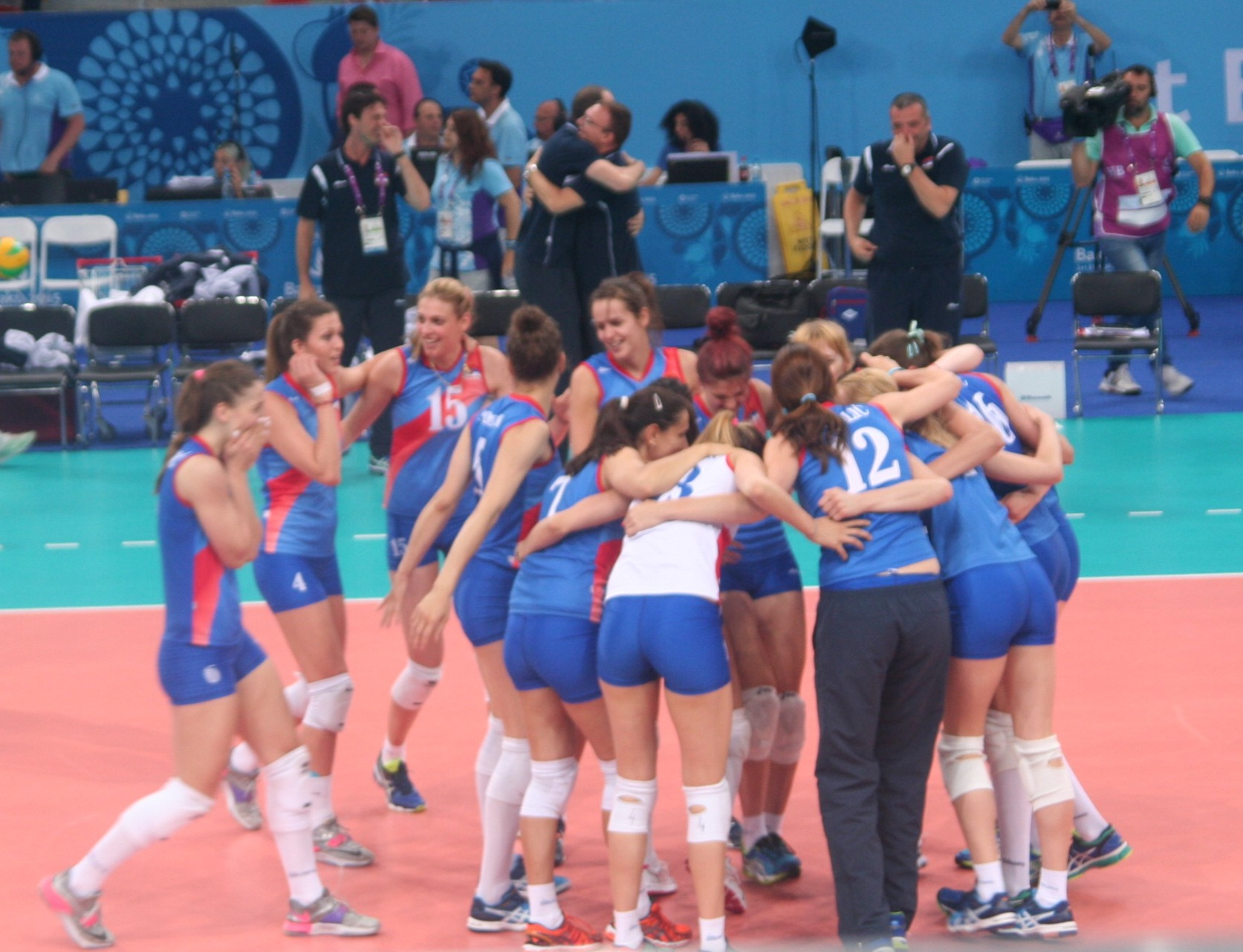
Reprezentantki Serbii wygrywają mecz o 3 miejsce z reprezentacją Azerbejdżanu na Igrzyskach Europejskich 2015

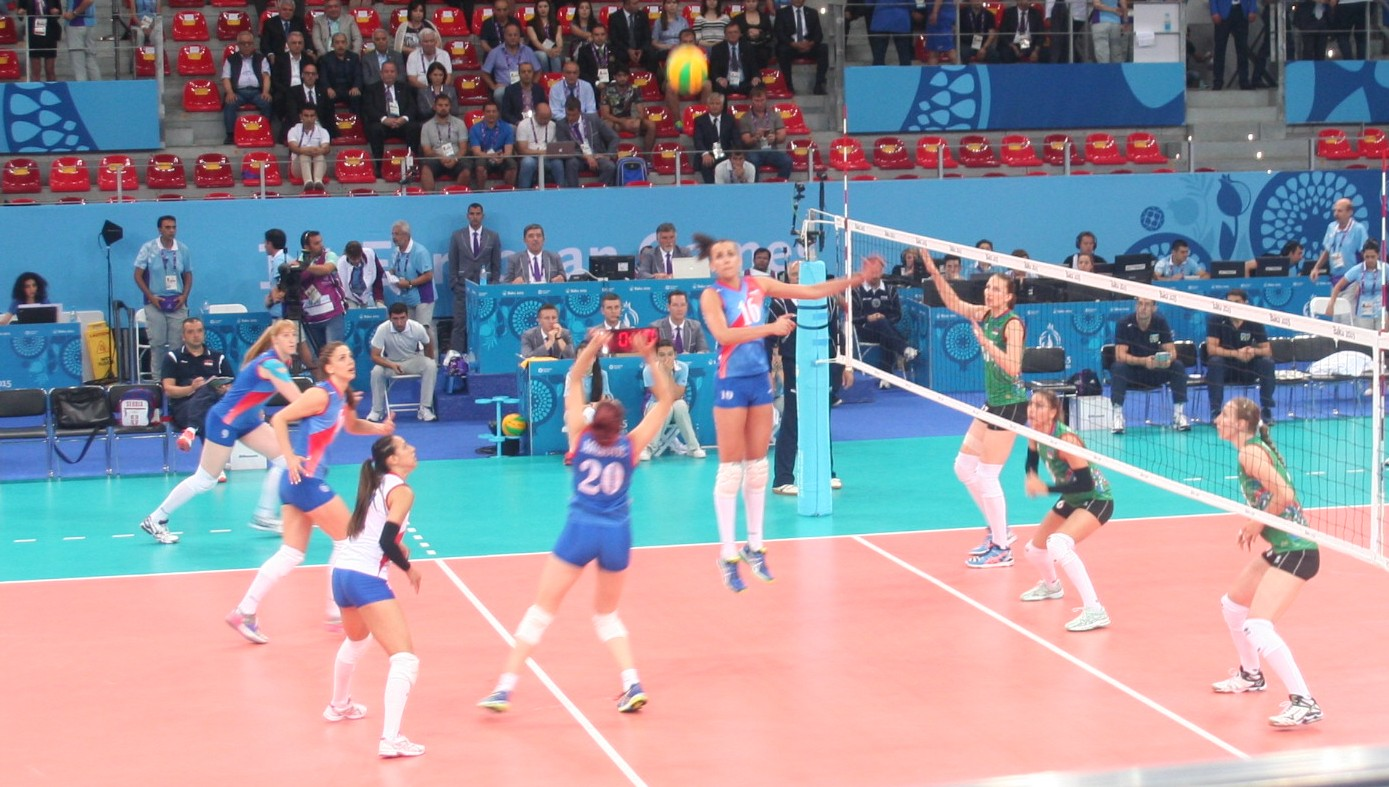
Mecz o 3 miejsce pomiędzy reprezentacjami Azerbejdżanu i Turcji na Igrzyskach Europejskich 2015

Reprezentacja Serbii w piłce siatkowej kobiet – drużyna, która reprezentuje Serbię w piłce siatkowej kobiet. Za jej funkcjonowanie odpowiedzialny jest Związek Piłki Siatkowej Serbii.
Siatkarska drużyna Serbii jest wg FIVB oficjalnym sukcesorem tradycji reprezentacji Jugosławii. Należy jednak pamiętać, iż według prawa międzynarodowego (Rezolucja Rady Bezpieczeństwa ONZ nr 777 poparta przez Zgromadzenie Ogólne ONZ rezolucją nr 47/1) Federalna Republika Jugosławii (dzisiejsza Republika Serbii) nie jest kontynuatorem prawnym Socjalistycznej Federacyjnej Republiki Jugosławii.

## Szeroki skład reprezentacji Serbii naLigę Narodów 2025[3]
Zawodniczki:
- 2. Katarina Dangubić
- 3. Minja Osmajić
- 6. Jovana Kocić
- 7. Sara Ranković
- 8. Slađana Mirković
- 11. Hena Kurtagić
- 12. Teodora Pušić
- 13. Nevena Sajić
- 14. Maja Aleksić
- 15. Aleksandra Uzelac
- 16. Aleksandra Jegdić
- 17. Stefana Pakić
- 18. Tijana Bošković
- 19. Bojana Milenković
- 20. Jovana Zelenović
- 21. Ana Malešević
- 23. Mila Djordjević
- 24. Ljubica Milojević
- 25. Nina Čajić
- 26. Maša Kirov
- 27. Vanja Bukilić
- 28. Marija Miljević
- 29. Ksenija Tomić
- 30. Rada Perović
- 31. Tara Taubner
- 32. Bojana Gočanin
- 34. Branka Tica
- 35. Mina Mijatović
- 40. Vanja Ivanović
- 41. Nataša Čikuc-Deans

## Trenerzy reprezentacji
| Lata      | Imię i nazwisko    |
| --------- | ------------------ |
| 1996-2001 | Darko Zakoč        |
| 2002-2021 | Zoran Terzić       |
| 2022      | Daniele Santarelli |
| 2023-2024 | Giovanni Guidetti  |
| 2025-     | Zoran Terzić       |

## Udział w międzynarodowych turniejach
| Rok  | Igrzyska olimpijskie    | Mistrzostwa świata      | Mistrzostwa Europy      | Puchar Świata           | Grand Prix/Liga Narodów | Uwagi                               |
| ---- | ----------------------- | ----------------------- | ----------------------- | ----------------------- | ----------------------- | ----------------------------------- |
| 1995 |                         |                         | Nie zakwalifikowała się | Nie zakwalifikowała się | Nie brała udziału       | jako Federalna Republika Jugosławii |
| 1996 | Nie zakwalifikowała się |                         |                         |                         | Nie brała udziału       | jako Federalna Republika Jugosławii |
| 1997 |                         |                         | Nie zakwalifikowała się |                         | Nie brała udziału       | jako Federalna Republika Jugosławii |
| 1998 |                         | Nie zakwalifikowała się |                         |                         | Nie brała udziału       | jako Federalna Republika Jugosławii |
| 1999 |                         |                         | Nie zakwalifikowała się | Nie zakwalifikowała się | Nie brała udziału       | jako Federalna Republika Jugosławii |
| 2000 | Nie zakwalifikowała się |                         |                         |                         | Nie brała udziału       | jako Federalna Republika Jugosławii |
| 2001 |                         |                         | Nie zakwalifikowała się |                         | Nie brała udziału       | jako Federalna Republika Jugosławii |
| 2002 |                         | Nie zakwalifikowała się |                         |                         | Nie brała udziału       | jako Federalna Republika Jugosławii |
| 2003 |                         |                         | IX miejsce              | Nie zakwalifikowała się | Nie brała udziału       | jako Serbia i Czarnogóra            |
| 2004 | Nie zakwalifikowała się |                         |                         |                         | Nie brała udziału       | jako Serbia i Czarnogóra            |
| 2005 |                         |                         | VII miejsce             |                         | Nie brała udziału       | jako Serbia i Czarnogóra            |
| 2006 |                         | III miejsce             |                         |                         | Nie brała udziału       | jako Serbia i Czarnogóra            |
| 2007 |                         |                         | II miejsce              | V miejsce               | Nie brała udziału       | jako Serbia                         |
| 2008 | V miejsce               |                         |                         |                         | Nie brała udziału       | jako Serbia                         |
| 2009 |                         |                         | VII miejsce             |                         | Nie brała udziału       | jako Serbia                         |
| 2010 |                         | VIII miejsce            |                         |                         | Nie brała udziału       | jako Serbia                         |
| 2011 |                         |                         | Mistrzostwo             | VII miejsce             | III miejsce             | jako Serbia                         |
| 2012 | XI miejsce              |                         |                         |                         | XI miejsce              | jako Serbia                         |
| 2013 |                         |                         | IV miejsce              |                         | III miejsce             | jako Serbia                         |
| 2014 |                         | VII miejsce             |                         |                         | VII miejsce             | jako Serbia                         |
| 2015 |                         |                         | III miejsce             | II miejsce              | VIII miejsce            | jako Serbia                         |
| 2016 | II miejsce              |                         |                         |                         | VII miejsce             | jako Serbia                         |
| 2017 |                         |                         | Mistrzostwo             |                         | III miejsce             | jako Serbia                         |
| 2018 |                         | Mistrzostwo             |                         |                         | V miejsce               | jako Serbia                         |
| 2019 |                         |                         | Mistrzostwo             | IX miejsce              | XIII miejsce            | jako Serbia                         |
| 2020 |                         |                         |                         |                         |                         | jako Serbia                         |
| 2021 | III miejsce             |                         | II miejsce              |                         | XIII miejsce            | jako Serbia                         |
| 2022 |                         | Mistrzostwo             |                         |                         | III miejsce             | jako Serbia                         |
| 2023 |                         |                         | II miejsce              |                         | IX miejsce              | jako Serbia                         |
| 2024 | V miejsce               |                         |                         |                         | XII miejsce             | jako Serbia                         |
| 2025 |                         |                         |                         |                         |                         |                                     |